# Camila (album)
Camila is het debuutalbum van Cubaans-Amerikaanse zangeres Camila Cabello. Het album werd op 12 januari 2018 uitgebracht door Epic Records en Syco. Het album zou eerder The Hurting, The Healing, The Loving heten met Crying in the Club als eerste single. Later besliste Camila dat het een 'selftitled' album zou worden. Haar single Havana werd de eerste uitgebrachte single en deze single werd dan ook een wereldhit. Het album is een typisch pop album met elementen van latino muziek.

## Achtergrond
Cabello was eerst lid van de groep Fifth Harmony, met singles als Work from Home en Worth It. De zangeres werkte al eerder solo met de Canadese zanger Shawn Mendes voor I Know What You Did Last Summer. In 2017 werd het officieel dat Camila de groep zou verlaten voor een solocarrière. Tijdens haar debuutalbum bracht de zangeres nog enkele samenwerkingen uit die niet op het album staan, zoals Hey Ma en Know no Better, waarvoor ze onder meer met Major Lazer samenwerkte.

## Uitgave en albumhoes
In mei 2017 bevestigde Camila dat het album The Hurting, The Healing, The Loving zou heten en het in september uit zou brengen. Nadat bekend werd gemaakt dat het album uitgesteld zou worden om aan nieuwe singles te werken, waren er geruchten dat de titel van het album gewijzigd zou worden. Het werd door haar bevestigd dat het album in 2018 zou uitkomen. De albumhoes maakte de zangeres bekend op Instagram. Op de hoes is de zangeres te zien in een zomerse jurk met teenslippers.

## Singles
Crying in the Club zou de eerste single geweest zijn van haar debuutalbum en kwam uit op 19 mei 2017. Bij de single hoorde een promotie single I Have Questions.
- Havana werd de eerste single van het album, de samenwerking met rapper Young Thug werd een nummer 1-hit in veel landen. In België en Nederland bereikte de single een nummer 2-positie en werd de single met tweemaal platina en platina bekroond. In november 2017 kreeg de single ook een remix versie met Daddy Yankee.

- Never Be the Same werd de tweede single van het album en werd uitgebracht op 9 januari 2018. De officiële videoclip kwam twee maanden later.

- Consequences werd de laatste single van het album, hiervan verscheen ook een remix met Dylan Sprousse.

### Promotie singles
OMG zou de promotie single zijn van het album en kwam samen met Havana uit in 2017. Echter werd deze single geschrapt van het album.
Real Friends verscheen als promotie single op 7 december 2017, samen met de voorverkoop van het album.

## Tournee
Op 14 februari 2018 kondigde Camila de Never Be The Same Tour aan. Deze tournee zou haar eerste tournee worden als solo artieste. Na één dag waren alle shows van de beperkte tournee uitverkocht. De tournee ging van start in Vancouver te Canada. De zangeres zong ook enkele nummers van haar album als voorprogramma van Taylor Swift tijdens haar vijfde concert tournee. Camila bracht ook Sangria Wine en Scar Tissue uit, tijdens het tournee, dit zijn twee niet uitgebrachte nummers. Sangria Wine werd later wel uitgebracht.

## Titellijst
| 1.                 | Never Be the Same              | Camila Cabello, Adam Feeney, Leo Rami Dawod, Jacob Ludwig Olofsson, Noonie Bao, Sasha Yatchenko | 3:46 |
| 2.                 | All These Years                | Cabello, Feeney, Kaan Gunesberk, Jeff Gitelman, Mustafa, Ahmed                                  | 2:44 |
| 3.                 | She Loves Control              | Cabello, Sonny John Moore, Feeney, Bell, Ilsey Juber, Ahmed                                     | 2:57 |
| 4.                 | Havana (met Young Thug)        | Cabello, Young Thug, Feeny, Brian Lee, Andrew Watt, Pharrell Williams                           | 3:37 |
| 5.                 | Inside Out                     | Cabello, Hazzard, Feeny, T-Minus, Tyler Williams, Gunesberk                                     | 3:02 |
| 6.                 | Consequences                   | Cabello, Amy Wadge, Nicolle Galyon                                                              | 2:58 |
| 7.                 | Real Friends                   | Cabello, Feeney, William Walsh, Bell, Lee                                                       | 3:34 |
| 8.                 | Something's Gotta Give         | Cabello, Alex Schwartz, Jesse Saint John                                                        | 3:56 |
| 9.                 | In the Dark                    | Cabello, Feeny, Simon Wilcox, Madison Love, Abrahart, Te Whiti Warbrick                         | 3:39 |
| 10.                | Into It                        | Cabello, Feeney, Bell, Gunesberk, Ryan Tedder, Justin Tranter                                   | 2:55 |
| 11.                | Never Be the Same (radio edit) | Cabello, Feeney, Dawod, Olofsson, Bao, Yatchenko                                                | 3:47 |
| Totale duur: 36:55 |                                |                                                                                                 |      |

| 12.                | Havana (remix (with Daddy Yankee) | Cabello, Daddy Yankee, Hazzard, Tamposi, Lee, Gunesberk, Bell | 3:19 |
| Totale duur: 40:14 |                                   |                                                               |      |